# MZ TS 125/150
Die Motorräder MZ TS 125 und TS 150 wurden im VEB Motorradwerk Zschopau in den Jahren 1973 bis 1985 hergestellt. Die auf der ETS 125 und ETS 150 basierende Weiterentwicklung wurde auf der Leipziger Herbstmesse 1972 das erste Mal der Öffentlichkeit präsentiert. Die Serienproduktion begann im Juni 1973. Das Kürzel TS steht herstellerseitig für „Teleskopgabel, Schwinge“.

## Technik
Ziel des Herstellers war keine Neuentwicklung, sondern im Wesentlichen eine optische Überarbeitung des Vorgängers ETS 125/150 und eine Verbesserung des Federungskomforts. So erhielt das Modell einen längeren Federweg an der Telegabel, einen neuen Tank mit 12 l Inhalt, dessen Form an den der TS 250 angelehnt wurde, sowie neue Seitenteile. Für den Antrieb wurden die bei den Modellen ES und ETS bewährten Zweitakt-Motoren MM 125/150/2 eingesetzt und nur in den Details Pleuellager und Kurbelwelle geändert, wodurch bei Letzterer eine höhere Standfestigkeit erreicht wurde. Die bisherige Einfach-Hülsenkette für den Primärantrieb wich einer Duplexkette.
Die Teile der elektrischen Anlage waren die gleichen wie bei der TS 250: Gleichstromlichtmaschine mit 60 W Leistung, Frontscheinwerfer mit 170 mm Durchmesser, asymmetrisches Abblendlicht mit 45/40 W-Zweifadenglühlampe sowie Brems-Schluss-Kennzeichen-Leuchte mit 21 W Leistung.
Wie bei allen MZ-Modellen, begonnen mit der RT 125/1, ist die Sekundärkette mit dem Kettenschutz aus Gummischläuchen und Kettenkasten aus Duroplast an der Hinterradnabe vollgekapselt.
Die seit Einführung der Pflicht von Blinkleuchten bislang von MZ verwendeten Ochsenaugen an den Lenkerenden wichen hier erstmals separaten Blinkleuchten an Vorderbau und Heck des Motorrades.

## Modellpflege
Im Laufe der Produktionsdauer gab es fortlaufend äußerliche und technische Veränderungen.
Ab dem Frühjahr 1977 wurde die TS mit dem verbesserten MM 125/150/3 ausgestattet. Nunmehr waren Hubscheiben und Kurbelwellenstümpfe aus einem Stück gefertigt, die Stümpfe im Durchmesser vergrößert. Die Lagerung der Kurbelwelle wurde mit Radial-Rillenkugellagern verbessert. Der Kolbenbolzen erhielt ein Nadellager. Das Öl-Kraftstoff-Mischungsverhältnis konnte für diese Motoren von 1 : 33 auf 1 : 50 gesenkt werden. Damit war die kleine TS das letzte DDR-Fahrzeug, an dem die Verringerung des Ölanteils auf 1 : 50 umgesetzt wurde. Ab dem 1. September 1977 erhielten alle Modelle eine neue, buchsenlose Telegabel. Sie wurde von der TS 250/1 übernommen, wobei die Federhärte an die geringere Fahrzeugmasse angepasst wurde. Ab 1978 bot der Hersteller eine Ausstattung mit Drehzahlmesser an. In Verbindung damit wurde der Tachometer vom Gehäuse des Frontscheinwerfers in einen Instrumentenhalter (neben dem Drehzahlmesser) über der Teleskopgabel verlegt. Der Aufpreis für diese Variante betrug 140 Mark.

## Technische Daten im Vergleich
|                       | TS 125                                                                         | TS 150                                                                         |
| --------------------- | ------------------------------------------------------------------------------ | ------------------------------------------------------------------------------ |
| Baujahre              | 1973–1985                                                                      | 1973–1985                                                                      |
| Motor                 | fahrtwindgekühlter Einzylinder-Zweitaktmotor, Kickstarter                      | fahrtwindgekühlter Einzylinder-Zweitaktmotor, Kickstarter                      |
| Steuerung             | Schlitzsteuerung                                                               | Schlitzsteuerung                                                               |
| Bohrung × Hub         | 52 mm × 58 mm                                                                  | 56 mm × 58 mm                                                                  |
| Hubraum               | 123 cm³                                                                        | 143 cm³                                                                        |
| Verdichtung           | 10 : 1                                                                         | 10 : 1                                                                         |
| Nennleistung          | 10 PS (7,4 kW) bei 6300/min                                                    | 11,5 PS (8,5 kW) bei 6000/min                                                  |
| max. Drehmoment       | 1,25 kpm (12,3 Nm) bei 5500/min                                                | 1,5 kpm (14,7 Nm) bei 5000/min                                                 |
| Gemischaufbereitung   | BVF-Rundschiebervergaser, Ansaugdurchmesser 22 mm                              | BVF-Rundschiebervergaser, Ansaugdurchmesser 24 mm                              |
| Schmierung            | Zweitaktgemisch 1 : 33; ab 1977: 1 : 50                                        | Zweitaktgemisch 1 : 33; ab 1977: 1 : 50                                        |
| Zündung               | Batteriezündung, kontaktgesteuert                                              | Batteriezündung, kontaktgesteuert                                              |
| Lichtmaschine         | Gleichstromlichtmaschine 6 V – 60–90 W                                         | Gleichstromlichtmaschine 6 V – 60–90 W                                         |
| Batterie              | 6 V – 12 Ah                                                                    | 6 V – 12 Ah                                                                    |
| Bordspannung          | 6 V                                                                            | 6 V                                                                            |
| Kupplung              | Mehrscheibenkupplung im Ölbad, mechanisch betätigt                             | Mehrscheibenkupplung im Ölbad, mechanisch betätigt                             |
| Getriebe              | 4-Gang-Stirnrad-Wechselgetriebe, klauengeschaltet                              | 4-Gang-Stirnrad-Wechselgetriebe, klauengeschaltet                              |
| Sekundärübersetzung   | 15/48                                                                          | 16/48                                                                          |
| Endantrieb            | Rollenkette (vollgekapselt)                                                    | Rollenkette (vollgekapselt)                                                    |
| Rahmen                | Pressstahlrahmen                                                               | Pressstahlrahmen                                                               |
| Maße (L × B × H)      | 2045 × 735 × 1175 mm (mit Hochlenker); 2045 × 620 × 1115 mm (mit Flachlenker)  | 2045 × 735 × 1175 mm (mit Hochlenker); 2045 × 620 × 1115 mm (mit Flachlenker)  |
| Radstand              | 1305 mm                                                                        | 1305 mm                                                                        |
| Radaufhängung vorn    | Teleskopgabel, hydraulisch gedämpft, Federweg 185 mm                           | Teleskopgabel, hydraulisch gedämpft, Federweg 185 mm                           |
| Radaufhängung hinten  | Langarmschwinge, hydraulisch gedämpft, Federweg 105 mm, Federbasis verstellbar | Langarmschwinge, hydraulisch gedämpft, Federweg 105 mm, Federbasis verstellbar |
| Felgengröße vorn      | Drahtspeichenrad mit Alufelge, 1,6 x 18″                                       | Drahtspeichenrad mit Alufelge, 1,6 x 18″                                       |
| Felgengröße hinten    | Drahtspeichenrad mit Alufelge, 1,85 x 18″                                      | Drahtspeichenrad mit Alufelge, 1,85 x 18″                                      |
| Bereifung vorn        | 2.75-18 M/C 48P TT                                                             | 2.75-18 M/C 48P TT                                                             |
| Bereifung hinten      | 3.00-18 M/C 52S TT                                                             | 3.00-18 M/C 52S TT                                                             |
| Bremse vorn           | Trommelbremse, ø 160 mm, seilzugbetätigt                                       | Trommelbremse, ø 160 mm, seilzugbetätigt                                       |
| Bremse hinten         | Trommelbremse, ø 150 mm, seilzugbetätigt                                       | Trommelbremse, ø 150 mm, seilzugbetätigt                                       |
| Leergewicht           | 113 kg                                                                         | 115 kg                                                                         |
| zul. Gesamtgewicht    | 270 kg                                                                         | 270 kg                                                                         |
| Tankinhalt            | 12,5 l (Reserve: 1,5 l)                                                        | 12,5 l (Reserve: 1,5 l)                                                        |
| Höchstgeschwindigkeit | 100 km/h                                                                       | 105 km/h                                                                       |

## Testberichte/Kritiken
Die Zeitschrift Der deutsche Straßenverkehr testete 1974 eine TS 150. Positiv bewertet wurden Beschleunigungsverhalten, Bremsverzögerung und die Federung der Teleskopgabel. Bemängelt wurde die Motorleistung bei niedrigen Drehzahlen, ferner stark spürbare Vibrationen in Fußrasten und Lenker sowie „zitternde“ Tachometernadel durch eine nicht elastische Motoraufhängung. Verbesserungen wünschte man sich bei den Haftwerten der Reifen in Kurven- beziehungsweise Schräglage.
1979 testete die Zeitschrift Kraftfahrzeugtechnik die seit 1977 verbesserte TS 150 in der de Luxe-Ausführung über die Distanz 2500 Kilometern. Positiv beurteilt wurde die Sitzposition der Testmaschine mit Hochlenker. Bemängelt wurde die Nasshaftung der Reifen.
Wenn auch die Fahrleistungen, Verbrauch und Zuverlässigkeit als gut bewertet wurden, urteilte man sehr kritisch, was den Stand der Technik des Antriebs in dieser Hubraumklasse betraf. Vorgeschlagen wurden zunächst eine elastische Motoraufhängung und ein Fünfganggetriebe. Da es aber seit einem Jahrzehnt keinen Fortschritt gegeben habe, sei eine deutliche Verbesserung nur mit einem weitgehenden Neukonzept des Motors zu erwarten.
Ferner wurden der Sitzkomfort und die Verarbeitung (nach 1500 Kilometern waren einzelne Nähte aufgerissen) der Sitzbank bemängelt. Im Übrigen wäre der Einsatz einer 12-V-Elektrik ein Fortschritt. Nach Rücksprache mit MZ wurde festgehalten, dass sich die getestete Maschine hinsichtlich der Fahrleistungen am unteren Rand der Serientoleranz befunden habe, auch hinsichtlich des hohen Kraftstoffverbrauchs von 4,0 l/100 km.
Ebenfalls 1979 testete Der deutsche Straßenverkehr eine TS 150 de Luxe. Die Fahreigenschaften und -leistungen sowie Sitzkomfort wurden positiv beurteilt. Wie bei der Testmaschine der Kraftfahrzeugtechnik riss jedoch eine Naht des Sitzbankbezugs. Verbesserungspotential sah man bei der nicht befriedigenden Nasshaftung der Reifen, der Bremswirkung, den stark spürbaren Motorvibrationen sowie dem schwer zu bedienenden Lenkerschloss. Weiter hieß es, der nierenförmige Rückspiegel sei „nostalgisch“ und beeinträchtige den optischen Eindruck.

## Stückzahl
In den ersten Produktionsjahren wurde die Baureihe parallel zur Vorgänger-Baureihe ES 125/1 und ES 150/1 (1969–1977) produziert. Insgesamt wurden 163.409 (TS 125) bzw. 326.052 Maschinen (TS 150) hergestellt. Die Produktion des Modells TS 125 wurde zu 88 % exportiert.